# غونغورا
غونغورا (الاسم العلمي: Gongora)، يختصر في التجارة البستانية بGga، وهو عضو في أسرة السحلبيات (سحلبية). ويتألف من 65 نوعًا معروفًا في أمريكا الوسطى، وترينيداد، وفي أمريكا الجنوبية الاستوائية، مع معظم الأنواع الموجودة في كولومبيا. وينمو في نطاق جغرافي واسع من الغابات الرطبة عند مستوى سطح البحر إلى مناطق جبلية في  جبال الأنديز،  يصل ارتفاعها إلى 1,800 م.
ويأتي الاسم من أنطونيو كاباليرو إي غونغورا، وهو نائب حاكم في غرناطة الجديدة (كولومبيا، وإكوادور) وحاكم بيرو خلال حملة رويز وبافون النباتية.

## وصلات خارجية
- International Plant Names Index (IPNI)
- Photo collections of Gongora from Botanical Garden Munich